# علي أباد برغي (سفلى أردستان)
علي أباد برغي (بالفارسية: علی‌آباد برگی) هي قرية تقع في إيران في Sofla Rural District.